# Anoplophora huangjianbini
Anoplophora huangjianbini es una especie de escarabajo longicornio del género Anoplophora, subfamilia Lamiinae. Fue descrita científicamente por C. Wang & He en 2021.
Se distribuye por China. Mide 28,1-35,6 milímetros de longitud. El período de vuelo de esta especie ocurre en los meses de mayo, junio y julio.